# Prospero Farinacci
Prospero Farinacci (Roma, 1º novembre 1544 – Roma, 31 dicembre 1618) è stato un giurista, avvocato e magistrato italiano, tra le più importanti personalità laiche dell'Italia cinquecentesca.

## Biografia

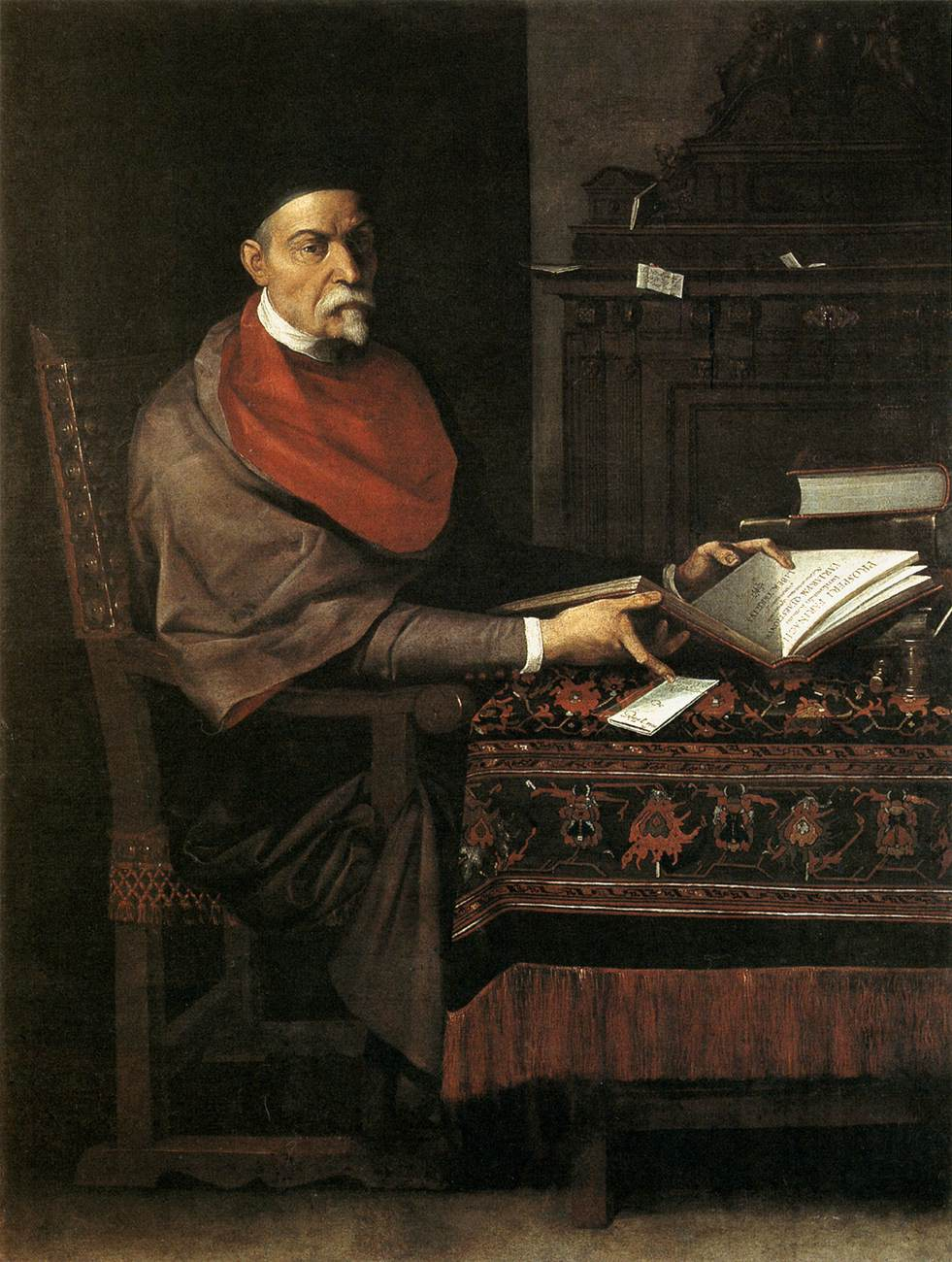
Ritratto di Farinacci dipinto dal Cavalier d'Arpino. Castel Sant'Angelo, Roma.

Giurista stimato, Farinacci ebbe numerosi incarichi politici nello Stato Pontificio, tra cui quello di procuratore fiscale.
Come avvocato, prese parte come accusa a numerosi processi importanti, mentre nel 1599 assunse la difesa di Beatrice Cenci, accusata con i fratelli dell'omicidio del padre. La fama duratura di questo caso fece sì che anche secoli dopo l'evento il suo nome comparisse nei numerosi manoscritti dedicati al "Caso Cenci" o nei molti romanzi ottocenteschi ad esso dedicati.
Scrisse numerosi libri di giurisprudenza, tra cui la Praxis et theorica criminalis (1581-1614), composta da 18 capitoli, pubblicata tra il 1594 ed il 1614, è l'opera più conosciuta; è un compendio della giurisprudenza della sua epoca che aveva la grande ambizione di riassumere tutto ciò che era stato scritto sul diritto penale, in modo da poter essere un unico punto di riferimento utilizzabile nei tribunali al posto di decine di opere di consultazione. Notevole fu il successo del testo, che fu in effetti adottato per più di due secoli nella pratica giuridica, soprattutto in Italia, e del quale furono prodotti compendi ed estratti.
L'autore, seguace del mos italicus iura docendi, si ripropose di raccogliere un "thesaurus totius criminalis materiae", cioè una grande mole di pareri, sentenze, argomentazioni anche opposte tra loro.
Tuttavia il giudizio su Farinacci è stato spesso critico: è stato definito tra l'altro "mago dello scibile penalistico confusamente blaterante" (Franco Cordero) e "un contributo all'incertezza del diritto" (Giorgia Alessi).
Farinacci morì a Roma; il suo monumento funebre esiste ancora nella chiesa di San Silvestro al Quirinale.
Un suo bel ritratto dipinto dal Cavalier d'Arpino è in mostra nel museo di Castel Sant'Angelo a Roma.

### Processo
Giudice inflessibile (venne criticato da molti per la sua severità, giudicata da taluni inumana, specie nel comminare la pena di morte ogni volta fosse possibile), non fu altrettanto severo con se stesso e la propria vita privata. Nel 1595 iniziarono a circolare voci sulla sua omosessualità, finché venne inquisito per sodomia (all'epoca un reato capitale) su Berardino Rocchi, un giovane servitore del cardinale Marco Sittico Altemps.
Farinacci riuscì ad evitare la condanna solo perché papa Clemente VIII decise di concedergli la grazia. Fu in questa occasione che, giocando sul suo cognome, il papa pronunciò su di lui il giudizio, divenuto poi celebre: "La farina è buona, è il sacco che è cattivo".

## Opere

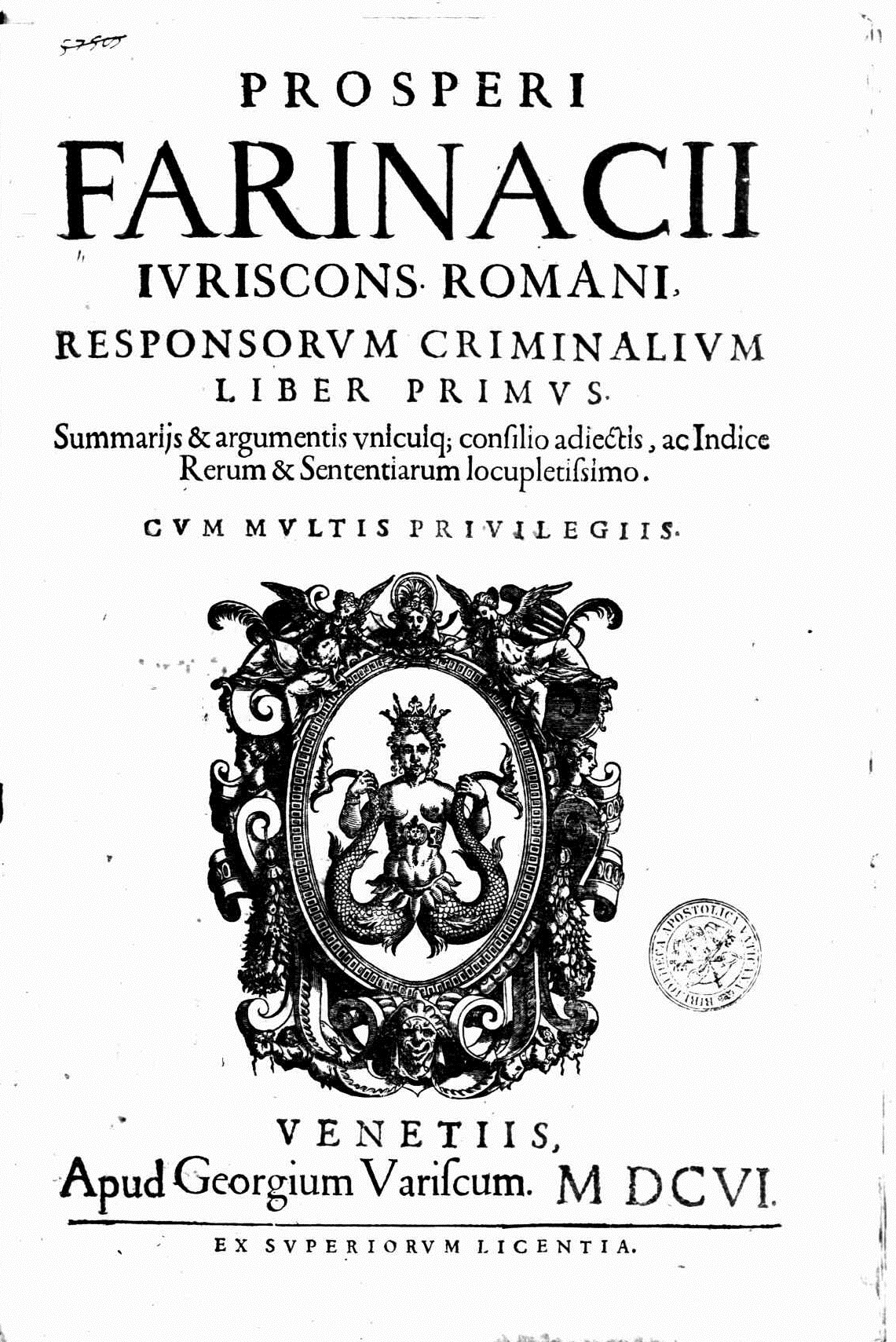
Responsa criminalia, 1606

- Praxis et theorica criminalis, 1594-1614.
- (LA) Responsa criminalia, vol. 1, Venezia, Giorgio Varisco, 1606.
- Responsa criminalia, vol. 2, Roma, 1615.
- Responsa criminalia, vol. 3, Roma, 1620.